# Instituto de Artes (UAEH)
El Instituto de Artes (IA),  es un instituto de educación superior y uno de los seis institutos en los que se encuentra dividido la Universidad Autónoma del Estado de Hidalgo (UAEH). Se encuentra ubicado en Mineral del Monte, en el estado de Hidalgo, México.

## Historia
El 24 de febrero de 1961, la XLIII Legislatura del Congreso de Hidalgo, promulgó el decreto número 23, que creaba la Universidad Autónoma del Estado de Hidalgo (UAEH). La ceremonia de instauración se efectuó en el Salón de Actos Ingeniero Baltasar Muñoz Lumbier del Edificio Central, el 3 de marzo de 1961. El 12 de diciembre de 2001, el H. Consejo Universitario aprobó su creación.  Inició sus labores en julio de 2002 con tres Programas Educativos de licenciatura: Música, Danza y Artes Visuales.  Al siguiente año, en julio de 2003, se inició la licenciatura en Arte Dramático. 
En 2018 inició el programa de Maestría en Patrimonio Cultural de México.

## Directores
- Reyna Hinojosa Villalba (2001-2006)
- Juan Randell Badillo (2006-2014)
- Gonzalo Ismael Villegas de la Concha (2014-2017)
- Erika Liliana Villanueva Concha (2017-2023)

## Oferta académica
- Licenciatura en Danza
- Licenciatura en Arte Dramático
- Licenciatura en Artes Visuales
- Licenciatura en Música
- Maestría en Patrimonio Cultural de México

## Infraestructura
Se encuentra ubicado en la antigua Hacienda San Cayetano, con una extensión de 6492.00  m²; con 8 módulos que contemplan 41 aulas y 6 talleres así como oficinas administrativas.
La historia del inmueble data del siglo XVIII cuando Pedro Romero de Terreros, comenzó a explotar los minerales de la sierra de Pachuca. Durante la Huelga minera de 1766, en San Cayetano Romero de Terreros, se escondió en un tapanco mientras los trabajadores mineros daban muerte al, alcalde mayor de Pachuca. Con la llegada de los ingleses a la región en 1825, se introdujo la máquina de vapor para desaguar las minas, fue precisamente en el tiro de San Cayetano donde se realizó uno de los primeros trabajos para desaguar la Vizcaína con una pequeña máquina de vapor de treinta pulgadas en el año de 1827.
Los ingleses en 1848 vendieron sus propiedades a la Compañía Aviadora de las Minas de Real del Monte y Pachuca, a mediados del siglo XIX; las instalaciones de San Cayetano se transformaron en almacén de materiales y fábrica de velas, de la que tiempo después se acabaría por un grave incendio. A partir de entonces se construyeron casas para que vivieran los empleados de la empresa. Eugenio Landesio llegó a Real del Monte en 1857, uno de los dueños de la compañía minera, Nicanor Béistegui lo invitó a pintar propiedades de la compañía. La pintura de la Vista de Real Monte muestra la Hacienda de San Cayetano en una mañana de auge minero.
En 1906 se vendieron sus propiedades a la United States Smelting Refining and Mining Company, durante el periodo estadounidense, continuó en San Cayetano la ocupación de los funcionarios de la compañía. En ese momento se adecuó una casa de máquinas y un laboratorio de ensaye, las oficinas de la Compañía, por su parte, se encontraban en Casa Grande. En 1947 se retiraron los estadounidenses y se estableció la primera paraestatal minera. Debido a su condición de tiro de mina, San Cayetano sufrió en abril de 1964 un grave hundimiento en el que desaparecieron algunas casas. Hasta que el gobierno estatal decidió donar el predio a la Universidad Autónoma del Estado de Hidalgo.